# Need for Speed: Hot Pursuit 2
Need for Speed: Hot Pursuit 2 es un videojuego de carreras publicado y desarrollado por Electronic Arts. Lanzado el 21 de octubre de 2002, está disponible para Nintendo GameCube, PlayStation 2, Xbox y Windows. Es el primer Need For Speed lanzado para las videoconsolas de sexta generación, y el juego debut de EA Black Box.

## Jugabilidad
Need for Speed: Hot Pursuit 2 es un juego de carreras con énfasis en evadir a la policía y campos exagerados con atajos largos. Se basa principalmente en la jugabilidad y el estilo de uno de sus predecesores, Need for Speed III: Hot Pursuit. Se ofrecen dos modos de juego principales: World Racing Championship, en el que el jugador compite contra otros conductores en una serie de carreras, y Hot Pursuit Ultimate Racer, que agrega policía a las carreras. En este último, los jugadores deben completar las carreras evadiendo la captura.
Hay varios tipos de carreras a la carta en "Hot Pursuit 2". La entrega es una carrera cronometrada de punto a punto, con la policía persiguiéndolo. Esto es similar a la misión de entrega en Porsche Unleashed, mientras que la persecución policial lo hace más desafiante. Sprint es una carrera de punto a punto donde los competidores intentan llegar de un extremo al otro antes que su oponente. Contrarreloj les da a los jugadores tres vueltas a un nivel con el objetivo de superar el tiempo requerido para obtener la medalla de oro, plata o bronce. Lap Knockout elimina al último corredor en cada vuelta hasta que un jugador sigue siendo el vencedor. Knockout sigue un principio similar, pero las eliminaciones se realizan al último corredor al final de cada carrera. Las carreras suelen estar restringidas a una determinada clase de coches. Los coches más rápidos se utilizan cerca del final de los modos Championship y Ultimate Racer.
El jugador también tiene la opción de jugar como un oficial de policía que intenta arrestar a los que conducen por exceso de velocidad. El jugador debe desactivar los deslizadores golpeando el vehículo en exceso varias veces para desactivarlo, similar a una maniobra PIT. El jugador debe encender sus luces y sirenas mientras lo persigue. Como oficial de policía, el jugador puede pedir una barricada, unidades adicionales, bandas de clavos y solicitar ayuda de un helicóptero para ayudar a perseguir el vehículo objetivo. Al final de cada evento, el jugador recibe un premio por el número de arrestos. En la versión de PlayStation 2, este modo se llama modo "Eres el policía", mientras que en las versiones de Windows, GameCube y Xbox, se llama "Sé el policía".
El juego presenta autos de una variedad de fabricantes. Hay uno o más coches disponibles de los siguientes fabricantes: Aston Martin, BMW, Chevrolet, Dodge, Ferrari, Ford, HSV, Jaguar, Lamborghini, Lotus, McLaren, Mercedes-Benz, Opel, Porsche y Vauxhall Motors. Muchos vehículos tienen una variante policial desbloqueable para su modo respectivo. Hot Pursuit 2 también contiene autos Need for Speed Edition, que son versiones mejoradas de algunos de los vehículos de serie.
Las carreras tienen lugar en cuatro entornos que difieren en la atmósfera, cada uno con unos pocos recorridos únicos. Los recorridos en un entorno están formados por diferentes caminos conectados o separados por bloqueos de caminos. Una isla tropical ficticia, que recuerda a Hawái, es el entorno más variado; la pista atraviesa una ciudad, así como cerca de un volcán, una cascada, una playa, una selva tropical y dos pueblos. El entorno de los bosques costeros recuerda a la costa de Washington debido a su bosque y naturaleza. La costa del Mar Mediterráneo que se asemeja a Grecia por el estadio y un edificio que se asemeja al Partenón. Por último, los entornos de la llamada región alpina que se asemejan a Alaska son más homogéneos, con poca variación, excepto el atajo ocasional. La versión de PlayStation 2 también contiene un entorno desértico que se asemeja al Desierto de Sonora de Arizona que a veces tiene tormentas eléctricas en el Monzón de América del Norte.
La versión de PlayStation 2 no incluía un modo carrera. En cambio, existe un sistema de puntos en el que los autos se compran al ganar carreras. Los puntos se determinan por las vueltas lideradas y la posición final. En los árboles Championship y Hot Pursuit, se otorgan puntos extra si se gana una medalla. Si se completa el árbol, se desbloquean carreras de bonificación adicionales. Estas carreras incluyen los competidores más duros y los recorridos más duros. Para el modo multijugador de la versión de Windows, los jugadores pueden alojar un servidor de juegos para jugar en LAN o en Internet. Además de esto, el sistema de emparejamiento de Internet GameSpy se puede utilizar para publicar y localizar dichos servidores.

## Automóviles
Este fue el último videojuego de la saga en mucho tiempo que incluía automóviles Ferrari, dado que la empresa decidió que con la creación de Need for Speed: Underground no querrían que sus autos fueran personalizados de manera tan extrema.
- Aston Martin V12 Vanquish MK-I (2001).
- BMW M5 E39 (1998).
- BMW Z8 E52 (1999).
- Chevrolet Corvette C5 Z06 (2001).
- Dodge Viper GTS SR-II (1995).
- Ferrari 360 Spider F131 (2000).
- Ferrari 360 Modena F131 (1999) (Solo en PlayStation 2).
- Ferrari F50 F130 (1995).
- Ferrari 550 Barchetta F133 (2000).
- Ford Mustang SVT Cobra-R (2000).
- Ford TS-50 AU-III (1999).
- HSV Coupe GTS V2 (2001).
- Jaguar XKR X100 (1997).
- Lamborghini Diablo 6.0 VT (2000).
- Lamborghini Murciélago 6.2 VT (2001).
- Lotus Elise Sports Tourer S2 (2001).
- McLaren F1 6.1 i V12 (1992).
- McLaren F1 LM (1995).
- Mercedes-Benz CL55 AMG W215 (2000).
- Mercedes Benz CLK-GTR W297 (1997).
- Opel Speedster S2 (2000).
- Porsche 911 Turbo 996 (2001).
- Porsche Carrera GT 980 Concept (2000).

- Vauxhall VX220 S2 (2000).

Todos los automóviles en el juego cuentan con una edición "NFS" (exceptuando al BMW M5 y al BMW Z8), las cuales son versiones con mejor aceleración y velocidad máxima de los mismos coches, además de tener algún añadido visual.

## Autos de Policía
- Ford Crown Victoria
- Ford TS-50 (Sólo en PC, GameCube y Xbox)
- BMW M5
- HSV Coupe GTS (Sólo en PC, GameCube y Xbox)
- Ford Mustang Cobra R
- Chevrolet Corvette Z06
- Dodge Viper GTS (Sólo en PC, GameCube y Xbox)
- Lamborghini Diablo 6.0 VT (Sólo en PC, GameCube y Xbox)
- Porsche 911 Turbo (Sólo en PC, GameCube y Xbox)
- Lamborghini Murciélago

## Circuitos
- Bosque.
- Tropical.
- Mediterráneo.
- Otoño.
- Desierto (Sólo en PlayStation 2).

## Recepción
Need for Speed: Hot Pursuit 2 recibió críticas "generalmente favorables" en PlayStation 2 y Xbox, mientras que las versiones de Windows y GameCube recibieron críticas "mixtas o promedio", según el agregador de reseñas Metacritic. En 2002, el juego recibió el premio "Juego de carreras de consola del año" en la sexta edición de los Interactive Achievement Awards. Fue finalista en el premio anual "Mejor juego de conducción en GameCube" de GameSpot, que fue para NASCAR: Dirt to Daytona.
El juego recibió elogios durante su debut en el E3 y antes de su lanzamiento. Jeff Gerstmann de GameSpot señaló que "los fanáticos del Hot Pursuit original probablemente encontrarán mucho que le guste en Hot Pursuit 2 cuando se lance". David Smith de IGN elogió el regreso a la acción de persecución policial. Afirmó que Black Box "volvió directamente al mejor juego de la serie Need for Speed (vamos, lo era) y decidió crear una secuela".
Maxim le dio a la versión de PlayStation 2 un perfecto cinco de cinco estrellas y declaró que "no solo te da las llaves de más de 20 autos exóticos, sino que también te da la alegría insuperable de dejar a los policías del tráfico en el polvo". Entertainment Weekly le dio al juego una B+ y dijo: "Las tomas aéreas asesinas, las persecuciones intensas y una banda sonora infundida de rock hacen que el viaje sea emocionante". BBC Sport le dio a la versión de GameCube una puntuación del 80% y afirmó que "con muchos desafíos de carreras, debería tener una cantidad decente de longevidad, pero su naturaleza repetitiva podría agradar a algunos". AllGame también le dio a la versión PlayStation 2 una puntuación de cuatro estrellas sobre cinco y dijo que "ofrece una cantidad impresionante de diversión estilo arcade reforzada por la cantidad y variedad de recorridos, el desafiante modo Hot Pursuit y una excelente alineación de vehículos".